# Miguel Limón Rojas
Miguel Limón Rojas (* 17. Dezember 1943 in Mexiko-Stadt) ist ein ehemaliger mexikanischer Politiker.

## Leben
Miguel Limón Rojas absolvierte ein Studium der Rechtswissenschaften an der Nationalen Autonomen Universität von Mexiko (UNAM) und erwarb einen Doktor der Rechte an der Universität Aix-Marseille. Im Anschluss war er zunächst als Wissenschaftler an der UNAM tätig und dort später Professor am Lehrstuhl für Verfassungsrecht. Später wechselte er an die Universidad Autónoma Metropolitana Unidad Azcapotzalco (UAM Azcapotzalco) und war dort ebenfalls als Professor sowie Dekan der Juristischen Fakultät und Leiter der Abteilung Sozialwissenschaften. 1978 wurde er Berater des damaligen Bildungsministers Fernando Solana und war danach zwischen 1978 und 1981 Akademischer Sekretär der Universidad Pedagógica Nacional (UPN). 
Im Anschluss wechselte Limón Rojas während der Amtszeit von Staatspräsident Miguel de la Madrid Hurtado ins Bildungsministerium und war dort von 1982 bis 1985 Generaldirektor der Abteilung Berufsbildung sowie Unterstaatssekretär für Bildungsplanung. Im Anschluss war er Koordinator der Bildungskommission des Nationalen Entwicklungsplans sowie zwischen 1983 und 1988 Generaldirektor des Nationalen Instituts für indigene Völker (Instituto Nacional Indigenista), der heutigen Nationalen Kommission für die Entwicklung indigener Völker (Comisión Nacional para el Desarrollo de los Pueblos Indígenas). In der darauf folgenden Amtszeit von Staatspräsident Carlos Salinas de Gortari fungierte er zwischen 1989 und 1993 Unterstaatssekretär für Bevölkerung und Migrationsdienste im Innenministerium. Ferner war er Präsident der mexikanischen Sektion der Internationalen Entwicklungsorganisation sowie Vertreter in der Unterkommission zur Verhütung von Diskriminierung und zum Schutz von Minderheiten der Vereinten Nationen. 1994 war er kurzzeitig Umweltanwalt im Ministerium für soziale Entwicklung.
Nach dem Amtsantritt von Staatspräsident Ernesto Zedillo Ponce de León am 1. Dezember 1994 wurde Miguel Limón Rojas als Minister für Agrarreformen (Secretarío de la Reforma Agraria) in dessen Regierung berufen. Er bekleidete dieses Amt bis 1995 und wurde daraufhin von Arturo Warman abgelöst. Er selbst wurde im Zuge dieser Regierungsumbildung am 23. Januar 1995 als Nachfolger von Fausto Alzati Minister für öffentliche Bildung (Secretarío de Educación Pública). Dieses Ministeramt hatte er bis zum Ende der Amtszeit von Ernesto Zedillo Ponce de León am 30. November 2000 inne. Nach seinem Ausscheiden aus der Regierung war er Leiter des Studien- und Beratungsunternehmen Valora und wurde 2003 Präsident der Stiftung für die Literatur Mexikos (Fundación para las Letras Mexicanas).